# 政府大厦 (新加坡)

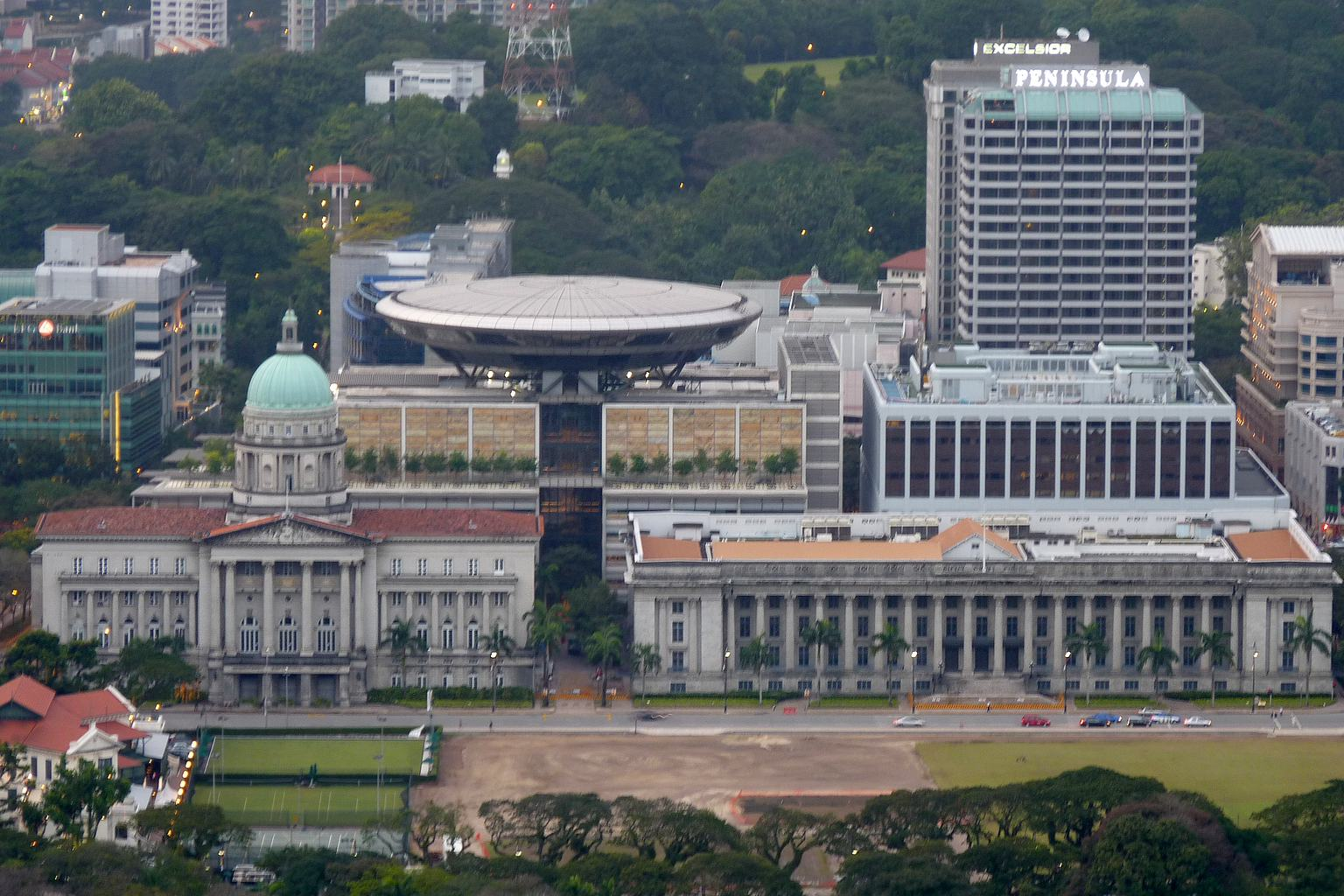
政府大厦（前右）、旧最高法院大厦（前左）与新最高法院大厦（后，碗形屋顶建筑物）

政府大厦（英語：City Hall）是新加坡的一座地标建筑。

## 历史
1992年2月14日列为国家文物（national monument）。它位于政府大厦大草场，毗邻最高法院大厦。政府大厦由A. Gordans和F. D. Meadows设计，修建于1926年到1929年，原名“市政大厦”（Municipal Building），1951年，乔治六世授予新加坡城市地位后改為現名。
大厦前有科林斯柱廊和一段台阶，在此曾举行过许多政治仪式。
现時这座大厦已与毗邻的最高法院大厦，於2015年改建为新加坡国家美术馆（National Gallery Singapore）。

## 交通
新加坡地鐵在附近設有政府大廈地鐵站，亦連接多個商場包括Funan, Capitol Singapore, 萊佛士城。